# Joan Tozzer
Joan Tozzer (Ehenamen Spalding, Lincoln und Cave) (geboren 19. September 1921 in Boston, Massachusetts; gestorben 15. April 2012 in Dedham, Massachusetts) war eine US-amerikanische Eiskunstläuferin, die im Einzel- sowie im Paarlauf startete.

## Karriere
Tozzer war die Tochter des Anthropologen und Harvard-Professors Alfred Tozzler und dessen Frau Margaret Castle, einer Missionarstocher aus Hawaii. Ihre erste Berührung mit dem Eiskunstlauf hatte sie im Alter von drei Jahren, als ihr Vater im Winter mit dem Gartenschlauch eine Eisbahn im heimischen Garten anlegte. Bald zeigte sich, dass sie sowohl Begeisterung als auch Talent für diesen Sport hatte, und so trat sie dem renommierten Skating Club of Boston, einem der ältesten Eiskunstlaufvereine der Vereinigten Staaten, bei.
Die regionale Presse wurde erstmals auf sie aufmerksam, als Tozzer zehn Jahre alt war. Eine Aufführung in der sie als Minnie Maus auftrat (neben ihrer langjährigen Freundin Polly Blodgett als Mickey) fand positive Kritiken. 1934 startete sie bei amerikanischen Jugendmeisterschaften im Einzellauf und konnte den Titel gewinnen.
Im Paarlauf startete Tozzer gemeinsam mit Bernard Fox. Während einer Auftrittsreise der beiden nach London 1935 brach sie sich ein Bein. Die Verletzung zeitigte jedoch keine längerfristigen Folgen. Bereits im Folgejahr konnte das Paar die US-amerikanischen Juniorenmeisterschaften für sich entscheiden.
1937 starteten Tozzer und Fox erstmals bei den Senioren und konnten bei den Meisterschaften in Chicago auf Anhieb einen dritten Platz erringen (hinter den Paaren Vinson/Hill und Madden/Madden). Im Einzelwettkampf war Tozzer noch bei den Juniorinnen startberechtigt, wo sie sich die Goldmedaille sicherte.
Das Jahr 1938 brachte mehrere Anwärterinnen auf die US-Meisterschaft im Einzellauf hervor, da die dominierende Athletin der vergangenen zehn Jahre, Maribel Vinson, kurz zuvor ins Profilager gewechselt hatte und nicht mehr antrat. Überraschend konnte sich Tozzer mit nur einem Zehntelpunkt Vorsprung gegen die favorisierte Audrey Peppe durchsetzen. Sie war die erste amerikanische Eiskunstläuferin, der es gelang, die Juniorenmeisterschaften und im darauf folgenden Jahr die Seniorenmeisterschaften für sich zu entscheiden. Dieses Kunststück wurde erst 2007/2008 von Mirai Nagasu wiederholt.
Neben ihrem Einzelerfolg gewann Tozzer 1938 auch gemeinsam mit Fox das Paarlauf-Event. Diesen Doppelerfolg konnte sie in den beiden Folgejahren wiederholen. Ihre einzigen internationalen Erfolge feierte sie 1939 bei den Nordamerikanischen Meisterschaften in Toronto. Neben Gold im Paarlauf sicherte sie sich in der Einzelkonkurrenz die Silbermedaille hinter der Kanadierin Mary Rose Thacker.
Für die Olympischen Winterspiele 1940, welche im japanischen Sapporo stattfinden sollten, wurde Tozzer als Kapitänin des US-amerikanischen Eislaufteams nominiert. Durch die kriegsbedingte Absage der Spiele blieben ihr olympische Ehren jedoch verwehrt.

## Spätere Jahre
1940 beendete Tozzer im Alter von 18 Jahren ihre sportliche Karriere, heiratete Philip Spalding Jr. uns zog mit ihm nach Honolulu. Nachdem die Ehe geschieden wurde, heiratete sie 1952 William Ames Lincoln und zog mit diesem zurück nach Massachusetts, nach Chestnut Hill. Nach Lincolns Tod 1969 heiratete sie ein letztes Mal. Ihr dritter Ehemann, Edward Cave, ein orthopädischer Chirurg am Massachusetts General Hospital, starb 1976.
Tozzer tat sich auch als Philanthropin hervor und unterstützte Kunstprojekte und Krankenhäuser. Sie interessierte sich zeit ihres Lebens für Sport und Kartenspiele, insbesondere Bridge und Cribbage.
Sie hatte sieben Kinder, von denen eine Tochter im Alter von sieben Jahren an Grippe starb. Obwohl ihre Kinder das Eislaufen erlernten, drängte Tozzer sie niemals zu einer sportlichen Karriere. Zum Zeitpunkt ihres Todes hatte sie 14 Enkel und ebenso viele Urenkel.
Im Februar 2012 war Tozzer bei der 100-Jahr-Feier ihres Vereins SC of Boston zu Gast. Wenige Monate später verstarb sie in einem Pflegeheim in Dedham, Massachusetts.

## Ehrungen
1997 wurde Tozzer in die United States Figure Skating Hall of Fame aufgenommen.
Ihr Verein, der SC of Boston richtete den Joan Tozzer Award für dasjenige Kind aus dem Club ein, dass sich binnen eines Jahres am weitesten verbessert hat. Zu den Preisträgerinnen zählt unter anderem die spätere Olympiasiegerin Tenley Albright.

## Ergebnisse

### Einzellauf
| Wettbewerb / Jahr                | 1937 | 1938 | 1939 | 1940 |
| -------------------------------- | ---- | ---- | ---- | ---- |
| Nordamerikameisterschaften       |      |      | 2.   |      |
| US-amerikanische Meisterschaften |      | 1.   | 1.   | 1.   |

### Paarlauf
(mit Bernard Fox)
| Wettbewerb / Jahr                | 1937 | 1938 | 1939 | 1940 |
| -------------------------------- | ---- | ---- | ---- | ---- |
| Nordamerikameisterschaften       |      |      | 1.   |      |
| US-amerikanische Meisterschaften | 3.   | 1.   | 1.   | 1.   |